# Eriostethus babai
Eriostethus babai là một loài tò vò trong họ Ichneumonidae.